# Zabytki w Gliwicach
Gliwice bogate są w ślady przeszłości. Przez setki lat miasto rozwijało i rozrastało się. Od wczesnego średniowiecza aż po czasy dzisiejsze powstawały na jego teraźniejszym terenie różnego rodzaju i przeznaczenia budowle. Wiele z nich a także część ich wyposażenia przetrwała zawieruchy wojenne.
Poniższy wykaz prezentuje bogactwo zabytków miasta Gliwice. Zabytki podzielone zostały na sześć tabel, według ich klasyfikacji.

## Obiekty ujęte w wojewódzkim rejestrze zabytków

### Zabytki nieruchome (wpisane do rejestru zabytków A)
| Numer ID Numer rejestru      | Nazwa lub opis | Adres                                | Linki | Zdjęcie | Prześlij |
| ---------------------------- | --- | ------------------------------------ | ----- | --- | -------- |
| 639897 A/324/60 z 10.03.1960 | Kościół Ojców Redemptorystów pw. Świętego Krzyża, XVII w., murowany, tynkowany. Granice ochrony obejmują całość obiektu wraz z najbliższym otoczeniem. | Gliwice, ul. Ignacego Daszyńskiego 2 |       | Kościół Ojców Redemptorystów pw. Świętego Krzyża, XVII w., murowany, tynkowany. Granice ochrony obejmują całość obiektu wraz z najbliższym otoczeniem. |          |
| 639898 A/323/60 z 10.03.1960 | Klasztor Ojców Redemptorystów, XVII w., barokowy, murowany, tynkowany. Granice ochrony obejmują obiekt w ramach ogrodzenia.                            | Gliwice, ul. Ignacego Daszyńskiego 2 |       | Klasztor Ojców Redemptorystów, XVII w., barokowy, murowany, tynkowany. Granice ochrony obejmują obiekt w ramach ogrodzenia.                            |          |

| Numer ID Numer rejestru       | Nazwa lub opis | Adres                      | Linki | Zdjęcie | Prześlij |
| ----------------------------- | --- | -------------------------- | ----- | --- | -------- |
| 639908 A/1636/97 z 11.04.1997 | Willa wzniesiona jako budynek mieszkalno-reprezentacyjny dla dyrekcji Huty Gliwickiej około 1927 roku w stylu historyzującym przy wykorzystaniu m.in. elementów klasycznych i art déco, w otoczeniu ogrodowym. Granice ochrony obejmują budynek wraz z najbliższym otoczeniem w ramach działek. | Gliwice, ul. Kościuszki 38 |       | Willa wzniesiona jako budynek mieszkalno-reprezentacyjny dla dyrekcji Huty Gliwickiej około 1927 roku w stylu historyzującym przy wykorzystaniu m.in. elementów klasycznych i art déco, w otoczeniu ogrodowym. Granice ochrony obejmują budynek wraz z najbliższym otoczeniem w ramach działek. |          |
| 639909 A/1636/97 z 11.04.1997 | ogród, 1927 | Gliwice, ul. Kościuszki 38 |       | ogród, 1927 |          |

| Numer ID Numer rejestru      | Nazwa lub opis                            | Adres                                | Linki | Zdjęcie                                   | Prześlij |
| ---------------------------- | ----------------------------------------- | ------------------------------------ | ----- | ----------------------------------------- | -------- |
| 639914 A/694/64 z 07.02.1964 | budynek mieszkalny, 1934-1936             | Gliwice, ul. Tarnogórska 127         |       | budynek mieszkalny, 1934-1936             |          |
| 639915 A/694/64 z 07.02.1964 | budynek techniczny radiostacji, 1934-1936 | Gliwice, ul. Tarnogórska 129         |       | budynek techniczny radiostacji, 1934-1936 |          |
| 639916 A/694/64 z 07.02.1964 | budynek mieszkalny, 1934-1936             | Gliwice, ul. Tarnogórska 131         |       | budynek mieszkalny, 1934-1936             |          |
| 639917 A/694/64 z 07.02.1964 | maszt radiostacji, 1934-1936              | Gliwice, ul. Tarnogórska 127-129-131 |       | maszt radiostacji, 1934-1936              |          |

| Numer ID Numer rejestru       | Nazwa lub opis                                 | Adres                     | Linki | Zdjęcie                                      | Prześlij |
| ----------------------------- | ---------------------------------------------- | ------------------------- | ----- | -------------------------------------------- | -------- |
| 639925 A/1444/91 z 30.12.1991 | budynek biurowy, ok. 1855                      | Gliwice, ul. Robotnicza 2 |       | budynek biurowy, ok. 1855                    |          |
| 639926 A/1444/91 z 30.12.1991 | magazyn modeli, ok. 1850                       | Gliwice, ul. Robotnicza 2 |       | magazyn modeli, ok. 1850                     |          |
| 639927 A/1444/91 z 30.12.1991 | muzeum, ok. 1900                               | Gliwice, ul. Robotnicza 2 |       | muzeum, ok. 1900                             |          |
| 639928 A/1444/91 z 30.12.1991 | magazyn wyrobów gotowych, 1911                 | Gliwice, ul. Robotnicza 2 |       | magazyn wyrobów gotowych, 1911               |          |
| 639929 A/1444/91 z 30.12.1991 | kryty kort tenisowy, 1933-1939                 | Gliwice, ul. Robotnicza 2 |       | kryty kort tenisowy, 1933-1939               |          |
| 639930 A/1444/91 z 30.12.1991 | kino, ob. magazyn, 1933-1939                   | Gliwice, ul. Robotnicza 2 |       | kino, ob. magazyn, 1933-1939                 |          |
| 639931 A/1444/91 z 30.12.1991 | laboratorium, ok. 1830                         | Gliwice, ul. Robotnicza 2 |       | laboratorium, ok. 1830                       |          |
| 639932 A/1444/91 z 30.12.1991 | budynek warsztatu ramontowo-mechanicznego      | Gliwice, ul. Robotnicza 2 |       | budynek warsztatu ramontowo-mechanicznego    |          |
| 639933 A/1444/91 z 30.12.1991 | budynek biurowy zbytu, pocz. XIX               | Gliwice, ul. Robotnicza 2 |       | budynek biurowy zbytu, pocz. XIX             |          |
| 639934 A/1444/91 z 30.12.1991 | przychodnia zakładowa, kon. XVIII              | Gliwice, ul. Robotnicza 2 |       | przychodnia zakładowa, kon. XVIII            |          |
| 639935 A/1444/91 z 30.12.1991 | budynek księgowości, 1786                      | Gliwice, ul. Robotnicza 2 |       | budynek księgowości, 1786                    |          |
| 639936 A/1444/91 z 30.12.1991 | budynek nawijalni silników, l. 20. XX          | Gliwice, ul. Robotnicza 2 |       | budynek nawijalni silników, l. 20. XX        |          |
| 639937 A/1444/91 z 30.12.1991 | budynek biurowy, l. 30. XX                     | Gliwice, ul. Robotnicza 2 |       | budynek biurowy, l. 30. XX                   |          |
| 639938 A/1444/91 z 30.12.1991 | budynek hali montażowej, 1910                  | Gliwice, ul. Robotnicza 2 |       | brak zdjęcia                                 |          |
| 639939 A/1444/91 z 30.12.1991 | budynek hali obróbki lekkiej, pocz. XIX        | Gliwice, ul. Robotnicza 2 |       | budynek hali obróbki lekkiej, pocz. XIX      |          |
| 639940 A/1444/91 z 30.12.1991 | magazyn półfabrykatów, 1933                    | Gliwice, ul. Robotnicza 2 |       | magazyn półfabrykatów, 1933                  |          |
| 639941 A/1444/91 z 30.12.1991 | budynek przerobu mas formierskich, l. 30. XX   | Gliwice, ul. Robotnicza 2 |       | budynek przerobu mas formierskich, l. 30. XX |          |
| 639942 A/1444/91 z 30.12.1991 | hala formierni, 1914                           | Gliwice, ul. Robotnicza 2 |       | hala formierni, 1914                         |          |
| 639943 A/1444/91 z 30.12.1991 | hala odlewni żeliwa, kon. XIX                  | Gliwice, ul. Robotnicza 2 |       | hala odlewni żeliwa, kon. XIX                |          |
| 639944 A/1444/91 z 30.12.1991 | budynek rdzeniarni, 1900                       | Gliwice, ul. Robotnicza 2 |       | budynek rdzeniarni, 1900                     |          |
| 639945 A/1444/91 z 30.12.1991 | transformatorownia, 1890                       | Gliwice, ul. Robotnicza 2 |       | transformatorownia, 1890                     |          |
| 639946 A/1444/91 z 30.12.1991 | budynek transformatora, 1890                   | Gliwice, ul. Robotnicza 2 |       | budynek transformatora, 1890                 |          |
| 639947 A/1444/91 z 30.12.1991 | kuźnia, 1855                                   | Gliwice, ul. Robotnicza 2 |       | kuźnia, 1855                                 |          |
| 639948 A/1444/91 z 30.12.1991 | łaźnia, 1850                                   | Gliwice, ul. Robotnicza 2 |       | łaźnia, 1850                                 |          |
| 639949 A/1444/91 z 30.12.1991 | budynek odlewni metali kolorowych, 1900        | Gliwice, ul. Robotnicza 2 |       | budynek odlewni metali kolorowych, 1900      |          |
| 639950 A/1444/91 z 30.12.1991 | warsztat szkolny, 1939-1945                    | Gliwice, ul. Robotnicza 2 |       | brak zdjęcia                                 |          |
| 639951 A/1444/91 z 30.12.1991 | budka strażnicza A, 1939-1945                  | Gliwice, ul. Robotnicza 2 |       | brak zdjęcia                                 |          |
| 713871 A/1444/91 z 30.12.1991 | budka strażnicza B, 1939-1945                  | Gliwice, ul. Robotnicza 2 |       | brak zdjęcia                                 |          |
| 639952 A/1444/91 z 30.12.1991 | urządzenia hydrotechniczne, kon. XVIII, XIX/XX | Gliwice, ul. Robotnicza   |       | brak zdjęcia                                 |          |

| Numer ID Numer rejestru | Nazwa lub opis | Adres   | Linki | Zdjęcie | Prześlij |
| --- | --- | ------- | ----- | --- | -------- |
| 639954 A/1478/93 z 01.03.1993 | most na rzece Kłodnicy, XIX/XX w. (na linii kolejki wąskotorowej Bytom-Karb-Markowice (odcinek Gliwice-Nieborowice))                 | Gliwice |       | most na rzece Kłodnicy, XIX/XX w. (na linii kolejki wąskotorowej Bytom-Karb-Markowice (odcinek Gliwice-Nieborowice))       |          |
| 639955 A/1478/93 z 01.03.1993 | przepust (ceglany), XIX/XX w. (na linii kolejki wąskotorowej Bytom-Karb-Markowice (odcinek Gliwice-Nieborowice))                     | Gliwice |       | brak zdjęcia |          |
| 639956 A/1478/93 z 01.03.1993 | wiadukt (żelazny), XIX/XX w. (na linii kolejki wąskotorowej Bytom-Karb-Markowice (odcinek Gliwice-Nieborowice))                      | Gliwice |       | wiadukt (żelazny), XIX/XX w. (na linii kolejki wąskotorowej Bytom-Karb-Markowice (odcinek Gliwice-Nieborowice))            |          |
| 639957 A/1478/93 z 01.03.1993 | przepust (kamienny), XIX/XX w. (na linii kolejki wąskotorowej Bytom-Karb-Markowice (odcinek Gliwice-Nieborowice))                    | Gliwice |       | brak zdjęcia |          |
| 639959 A/1478/93 z 01.03.1993 | d. dworzec kolejowy w Trynku, XIX/XX w. (na linii kolejki wąskotorowej Bytom-Karb-Markowice (odcinek Gliwice-Nieborowice))           | Gliwice |       | d. dworzec kolejowy w Trynku, XIX/XX w. (na linii kolejki wąskotorowej Bytom-Karb-Markowice (odcinek Gliwice-Nieborowice)) |          |
| 639970 A/1478/93 z 01.03.1993 | zespół d. dworca kolejowego w Bojkowie, XIX/XX w. (na linii kolejki wąskotorowej Bytom-Karb-Markowice (odcinek Gliwice-Nieborowice)) | Gliwice |       | brak zdjęcia |          |
| składowe \| Numer ID Numer rejestru \| Nazwa lub opis \| Adres \| Linki \| Zdjęcie \| Prześlij \| \| ----------------------------- \| -------------------------------------------- \| ------- \| ----- \| ------- \| -------- \| \| 639971 A/1478/93 z 01.03.1993 \| d. dworzec kolejowy, XIX/XX w. \| Gliwice \| \| \| \| \| 639972 A/1478/93 z 01.03.1993 \| d. budynek magazynu przesyłkowego, XIX/XX w. \| Gliwice \| \| \| \| | |         |       | |          |
| Numer ID Numer rejestru | Nazwa lub opis | Adres   | Linki | Zdjęcie | Prześlij |
| 639971 A/1478/93 z 01.03.1993 | d. dworzec kolejowy, XIX/XX w. | Gliwice |       | d. dworzec kolejowy, XIX/XX w.                                                                                             |          |
| 639972 A/1478/93 z 01.03.1993 | d. budynek magazynu przesyłkowego, XIX/XX w.                                                                                         | Gliwice |       | d. budynek magazynu przesyłkowego, XIX/XX w.                                                                               |          |

| Numer ID Numer rejestru       | Nazwa lub opis                               | Adres   | Linki | Zdjęcie                                      | Prześlij |
| ----------------------------- | -------------------------------------------- | ------- | ----- | -------------------------------------------- | -------- |
| 639971 A/1478/93 z 01.03.1993 | d. dworzec kolejowy, XIX/XX w.               | Gliwice |       | d. dworzec kolejowy, XIX/XX w.               |          |
| 639972 A/1478/93 z 01.03.1993 | d. budynek magazynu przesyłkowego, XIX/XX w. | Gliwice |       | d. budynek magazynu przesyłkowego, XIX/XX w. |          |

| Numer ID Numer rejestru      | Nazwa lub opis | Adres                        | Linki | Zdjęcie | Prześlij |
| ---------------------------- | --- | ---------------------------- | ----- | --- | -------- |
| 639966 A/303/60 z 07.03.1960 | Kościół parafialny pw. Wniebowzięcia Najświętszej Maryi Panny, XV wiek, przebudowany w XVIII i XIX wieku, murowany. Granice ochrony obejmują obiekt wraz wyposażeniem wnętrza oraz najbliższe otoczenie. | Gliwice, ul. Staromiejska 25 |       | Kościół parafialny pw. Wniebowzięcia Najświętszej Maryi Panny, XV wiek, przebudowany w XVIII i XIX wieku, murowany. Granice ochrony obejmują obiekt wraz wyposażeniem wnętrza oraz najbliższe otoczenie. |          |
| 639967 A/302/60 z 07.03.1960 | Kaplica nagrobna przy murze cmentarnym z XVIII wieku, barokowa. Brak określenia granic ochrony. | Gliwice, ul. Staromiejska 25 |       | Kaplica nagrobna przy murze cmentarnym z XVIII wieku, barokowa. Brak określenia granic ochrony. |          |
| 639968 A/301/60 z 07.03.1960 | Plebania parafii rzymsko-katolickiej pod wezwaniem Wniebowzięcia Matki Boskiej z XVIII wieku, barokowa, murowana. Brak określenia granic ochrony.                                                        | Gliwice                      |       | Plebania parafii rzymsko-katolickiej pod wezwaniem Wniebowzięcia Matki Boskiej z XVIII wieku, barokowa, murowana. Brak określenia granic ochrony.                                                        |          |

| Numer ID Numer rejestru                            | Nazwa lub opis                                                 | Adres                    | Linki | Zdjęcie                                                        | Prześlij |
| -------------------------------------------------- | -------------------------------------------------------------- | ------------------------ | ----- | -------------------------------------------------------------- | -------- |
| 639973 A/177/06 z 16.04.2006, A/325/60 z 7.03.1960 | Kościół pw. świętego Bartłomieja (stary), gotycki, XV w., 1626 | Gliwice, ul. Toszecka 36 |       | Kościół pw. świętego Bartłomieja (stary), gotycki, XV w., 1626 |          |
| 702349 A/177/06 z 16.04.2006                       | cmentarz, XV                                                   | Gliwice, ul. Toszecka 36 |       | cmentarz, XV                                                   |          |
| 702350 A/177/06 z 16.04.2006                       | ogrodzenie                                                     | Gliwice, ul. Toszecka 36 |       | ogrodzenie                                                     |          |

| Numer ID Numer rejestru       | Nazwa lub opis | Adres                    | Linki | Zdjęcie | Prześlij |
| ----------------------------- | --- | ------------------------ | ----- | --- | -------- |
| 639975 A/1205/74 z 12.02.1974 | Dawny dwór z XVIII wieku o cechach późnobarokowych, murowany z kamienia łamanego tynkowany. Granice ochrony obejmują całość obiektu i najbliższe otoczenie wraz z resztkami starodrzewu parkowego. | Gliwice, ul. Dworska 10d |       | Dawny dwór z XVIII wieku o cechach późnobarokowych, murowany z kamienia łamanego tynkowany. Granice ochrony obejmują całość obiektu i najbliższe otoczenie wraz z resztkami starodrzewu parkowego. |          |
| 639976 A/1205/74 z 12.02.1974 | pozostałości parku | Gliwice, ul. Dworska 10d |       | pozostałości parku |          |

| Numer ID Numer rejestru | Nazwa lub opis                                                 | Adres | Linki | Zdjęcie                                                        | Prześlij |
| ----------------------- | -------------------------------------------------------------- | --- | ----- | -------------------------------------------------------------- | -------- |
| 0 A/405/13 z 15.05.2013 | układ alejowy drzew gatunku lipa drobnolistna (szpalery drzew) | Gliwice, 4 szpalery drzew wzdłuż ul. A. Mickiewicza i 3 szpalery wzdłuż ulic J. Sowińskiego i Kozłowskiej |       | układ alejowy drzew gatunku lipa drobnolistna (szpalery drzew) |          |
| 0 A/405/13 z 15.05.2013 | układ alejowy drzew gatunku klon pospolity                     | Gliwice, wzdłuż ul. Jana III Sobieskiego – od ul. J. Słowackiego do ul. T. Kościuszki                     |       | układ alejowy drzew gatunku klon pospolity                     |          |
| 0 A/405/13 z 15.05.2013 | zieleń komponowana                                             | Gliwice, plac Grunwaldzki, skwer Keżmarok                                                                 |       | zieleń komponowana                                             |          |

### Zabytki ruchome (wpisane do rejestru zabytków B)
| Numer ID Numer rejestru           | Nazwa lub opis | Adres                                               | Linki | Zdjęcie | Prześlij |
| --------------------------------- | --- | --------------------------------------------------- | ----- | --- | -------- |
| brak id! B/9/99                   | Pięć rzeźb świętych w kościele Wszystkich Świętych. | Gliwice, Plac Kościelny                             |       | Pięć rzeźb świętych w kościele Wszystkich Świętych. |          |
| brak id! B/7/99                   | Polichromia w kaplicy w kościele Wszystkich Świętych. | Gliwice, Plac Kościelny                             |       | brak zdjęcia |          |
| brak id! B/85/07                  | Wystrój gabinetu dyrektora i sali konferencyjnej w budynku zarządu huty 1 Maja. | Gliwice, ul. Mitręgi 4                              |       | brak zdjęcia |          |
| brak id! B/99/07                  | Instrument muzyczny (organy i prospekt) w kościele katedralnym pw. Apostołów Piotra i Pawła.                                                                                                 | Gliwice, ul. Jana Pawła II 5a                       |       | Instrument muzyczny (organy i prospekt) w kościele katedralnym pw. Apostołów Piotra i Pawła.                                                                                                 |          |
| brak id! B/109/08                 | Krzyż Bożej Męki | Gliwice-Bojków, ul. Łanowa 3                        |       | brak zdjęcia |          |
| brak id! B/651/95                 | Wystrój sklepu. | Gliwice, Al. Korfantego 2 / ul. Siemińskiego.       |       | Wystrój sklepu. |          |
| brak id! B/643/93                 | Wystrój sklepu. | Gliwice, ul. Krupnicza 12.                          |       | Wystrój sklepu. |          |
| brak id! B/652/95                 | Wystrój sklepu. | Gliwice, ul. Częstochowska 13                       |       | Wystrój sklepu. |          |
| brak id! B/642/93                 | Wystrój sklepu. | Gliwice, ul. Zwycięstwa 38                          |       | Wystrój sklepu. |          |
| brak id! B/38/03                  | Witraż. | Gliwice, ul. Bankowa 12                             |       | Witraż. |          |
| brak id! B/568/82                 | Posąg Matki Boskiej Niepokalanie Poczętej na wschodniej ścianie ratusza. | Gliwice, Rynek                                      |       | Posąg Matki Boskiej Niepokalanie Poczętej na wschodniej ścianie ratusza. |          |
| brak id! B/26/02 z dn. 04.03.2002 | Wyposażenie kościoła pw. św.Jerzego. | Gliwice – Ostropa, ul. Piekarska 12                 |       | brak zdjęcia |          |
| brak id! B/522/79 z 25.07.1979    | Figura alegoryczna – figura kobieca, odlew w brązie, neobarokowa z 1892 roku, pochodząca ze zwieńczenia grobowca rodzinnego na starym cmentarzu przy ulicy Kozielskiej – obecnie teren GZUT. | Gliwice, ul. Robotnicza 2                           |       | Figura alegoryczna – figura kobieca, odlew w brązie, neobarokowa z 1892 roku, pochodząca ze zwieńczenia grobowca rodzinnego na starym cmentarzu przy ulicy Kozielskiej – obecnie teren GZUT. |          |
| brak id! B/366/72 z 27.11.1972    | Nagrobek Johna Baildona – odlew żeliwny, neogotycki, zapewne z 1846/47 roku, wykonany w Hucie Gliwickiej.                                                                                    | Gliwice, cmentarz przy ul. Robotniczej              |       | Nagrobek Johna Baildona – odlew żeliwny, neogotycki, zapewne z 1846/47 roku, wykonany w Hucie Gliwickiej.                                                                                    |          |
| brak id! B/1372/88 z 28.12.1970   | Rzeźba Lew przed gmachem Muzeum – odlew żeliwny według modelu T. Kalide, z około 1825 roku, klasycystyczny.                                                                                  | Gliwice, ul. Dolnych Wałów 8a                       |       | Rzeźba Lew przed gmachem Muzeum – odlew żeliwny według modelu T. Kalide, z około 1825 roku, klasycystyczny.                                                                                  |          |
| brak id! B/40/03 z 25.07.2003     | Figura Święty Jan Nepomucen, wykonana w 1794 roku przez Johannesa Nitscha z Opawy, usytuowany na lewo od strony frontowej kościoła ormiańskiego pod wezwaniem Świętej Trójcy.                | Gliwice, ul. Mikołowska (w ramach działki kościoła) |       | Figura Święty Jan Nepomucen, wykonana w 1794 roku przez Johannesa Nitscha z Opawy, usytuowany na lewo od strony frontowej kościoła ormiańskiego pod wezwaniem Świętej Trójcy.                |          |
| brak id! B/39/03 z 25.07.2003     | Krzyż tzw. Bożej Męki, ufundowany w 1814 roku przez Józefa i Ewę Ledwochów, usytuowany na prawo od strony frontowej kościoła ormiańskiego pod wezwaniem Świętej Trójcy.                      | Gliwice, ul. Mikołowska (w ramach działki kościoła) |       | Krzyż tzw. Bożej Męki, ufundowany w 1814 roku przez Józefa i Ewę Ledwochów, usytuowany na prawo od strony frontowej kościoła ormiańskiego pod wezwaniem Świętej Trójcy.                      |          |
| brak id! B/567/82 z 07.06.1982    | Fontanna z posągiem Neptuna, kamienna, wykonana przez J. Nitsche z Opawy w 1794 roku. | Gliwice, Rynek                                      |       | Fontanna z posągiem Neptuna, kamienna, wykonana przez J. Nitsche z Opawy w 1794 roku. |          |

## Obiekty ujęte w gminnej ewidencji zabytków
W dniu 23 sierpnia 2012 r. Rada Miejska w Gliwicach podjęła uchwałę nr. XXII/476/2012 w sprawie przyjęcia programu opieki nad zabytkami miasta Gliwice w latach 2012-2015. Załącznik nr. 2 do uchwały zawiera Gminną Ewidencję Zabytków. Obiekty nią objęte przedstawia poniższa tabela.

### Kamienice mieszkalne w obrębie Starego Miasta
| Numer ID Numer rejestru | Nazwa lub opis | Adres                                        | Linki | Zdjęcie   | Prześlij |
| ----------------------- | -------------- | -------------------------------------------- | ----- | --------- | -------- |
| 0                       | kamienica      | Gliwice, ul. Bankowa 2                       |       | kamienica |          |
| 0                       | kamienica      | Gliwice, ul. Bankowa 3                       |       | kamienica |          |
| 0                       | kamienica      | Gliwice, ul. Bankowa 5                       |       | kamienica |          |
| 0                       | kamienica      | Gliwice, ul. Bankowa 12                      |       | kamienica |          |
| 0                       | kamienica      | Gliwice, ul. Bednarska 2-2a                  |       | kamienica |          |
| 0                       | kamienica      | Gliwice, ul. Bednarska 3                     |       | kamienica |          |
| 0                       | kamienica      | Gliwice, ul. Białej Bramy 10                 |       | kamienica |          |
| 0                       | kamienica      | Gliwice, ul. Bytomska 2                      |       | kamienica |          |
| 0                       | kamienica      | Gliwice, ul. Bytomska 11                     |       | kamienica |          |
| 0                       | kamienica      | Gliwice, ul. Bytomska 13                     |       | kamienica |          |
| 0                       | kamienica      | Gliwice, ul. Dolnych Wałów 5                 |       | kamienica |          |
| 0                       | kamienica      | Gliwice, ul. Dolnych Wałów 13                |       | kamienica |          |
| 0                       | kamienica      | Gliwice, ul. Dolnych Wałów 13a               |       | kamienica |          |
| 0                       | kamienica      | Gliwice, ul. Dolnych Wałów 17                |       | kamienica |          |
| 0                       | kamienica      | Gliwice, ul. Dolnych Wałów 19                |       | kamienica |          |
| 0                       | kamienica      | Gliwice, ul. Dolnych Wałów 19b               |       | kamienica |          |
| 0                       | kamienica      | Gliwice, ul. Dolnych Wałów 21a               |       | kamienica |          |
| 0                       | kamienica      | Gliwice, ul. Dolnych Wałów 22                |       | kamienica |          |
| 0                       | kamienica      | Gliwice, ul. Dolnych Wałów 24                |       | kamienica |          |
| 0                       | kamienica      | Gliwice, ul. Dolnych Wałów 25                |       | kamienica |          |
| 0                       | kamienica      | Gliwice, ul. Dolnych Wałów 28                |       | kamienica |          |
| 0                       | kamienica      | Gliwice, ul. Górnych Wałów 6                 |       | kamienica |          |
| 0                       | kamienica      | Gliwice, ul. Górnych Wałów 8                 |       | kamienica |          |
| 0                       | kamienica      | Gliwice, ul. Górnych Wałów 13                |       | kamienica |          |
| 0                       | kamienica      | Gliwice, ul. Górnych Wałów 15                |       | kamienica |          |
| 0                       | kamienica      | Gliwice, ul. Górnych Wałów 17                |       | kamienica |          |
| 0                       | kamienica      | Gliwice, ul. Górnych Wałów 27                |       | kamienica |          |
| 0                       | kamienica      | Gliwice, ul. Górnych Wałów 32                |       | kamienica |          |
| 0                       | kamienica      | Gliwice, ul. Górnych Wałów 46                |       | kamienica |          |
| 0                       | kamienica      | Gliwice, ul. Górnych Wałów 52                |       | kamienica |          |
| 0                       | kamienica      | Gliwice, ul. Grodowa 6                       |       | kamienica |          |
| 0                       | kamienica      | Gliwice, ul. Grodowa 10                      |       | kamienica |          |
| 0                       | kamienica      | Gliwice, ul. Grodowa 12                      |       | kamienica |          |
| 0                       | kamienica      | Gliwice, ul. Grodowa 18                      |       | kamienica |          |
| 0                       | kamienica      | Gliwice, Kaczyniec 5                         |       | kamienica |          |
| 0                       | kamienica      | Gliwice, Kaczyniec 30                        |       | kamienica |          |
| 0                       | kamienica      | Gliwice, ul. Kościelna 1                     |       | kamienica |          |
| 0                       | kamienica      | Gliwice, ul. Kościelna 3                     |       | kamienica |          |
| 0                       | kamienica      | Gliwice, ul. Kościelna 5                     |       | kamienica |          |
| 0                       | kamienica      | Gliwice, ul. Krupnicza 1                     |       | kamienica |          |
| 0                       | kamienica      | Gliwice, ul. Krupnicza 5                     |       | kamienica |          |
| 0                       | kamienica      | Gliwice, ul. Krupnicza 7                     |       | kamienica |          |
| 0                       | kamienica      | Gliwice, ul. Krupnicza 12                    |       | kamienica |          |
| 0                       | kamienica      | Gliwice, ul. Krótka 1                        |       | kamienica |          |
| 0                       | kamienica      | Gliwice, ul. Krótka 3                        |       | kamienica |          |
| 0                       | kamienica      | Gliwice, Plac Inwalidów Wojennych 9          |       | kamienica |          |
| 0                       | kamienica      | Gliwice, Plac Inwalidów Wojennych 11         |       | kamienica |          |
| 0                       | kamienica      | Gliwice, Plac Mleczny 4                      |       | kamienica |          |
| 0                       | kamienica      | Gliwice, Plac Rzeźniczy 1 / Górnych Wałów 52 |       | kamienica |          |
| 0                       | kamienica      | Gliwice, Plac Wszystkich Świętych 4          |       | kamienica |          |
| 0                       | kamienica      | Gliwice, ul. Plebańska 2                     |       | kamienica |          |
| 0                       | kamienica      | Gliwice, ul. Plebańska 3                     |       | kamienica |          |
| 0                       | kamienica      | Gliwice, ul. Plebańska 6                     |       | kamienica |          |
| 0                       | kamienica      | Gliwice, ul. Plebańska 10                    |       | kamienica |          |
| 0                       | kamienica      | Gliwice, ul. Plebańska 12                    |       | kamienica |          |
| 0                       | kamienica      | Gliwice, ul. Plebańska 14                    |       | kamienica |          |
| 0                       | kamienica      | Gliwice, ul. Plebańska 16                    |       | kamienica |          |
| 0                       | kamienica      | Gliwice, ul. Plebańska 18                    |       | kamienica |          |
| 0                       | kamienica      | Gliwice, ul. Raciborska 1a                   |       | kamienica |          |
| 0                       | kamienica      | Gliwice, ul. Raciborska 12                   |       | kamienica |          |
| 0                       | kamienica      | Gliwice, ul. Raciborska 19                   |       | kamienica |          |
| 0                       | ratusz         | Gliwice, Rynek                               |       | ratusz    |          |
| 0                       | kamienica      | Gliwice, Rynek 1                             |       | kamienica |          |
| 0                       | kamienica      | Gliwice, Rynek 2                             |       | kamienica |          |
| 0                       | kamienica      | Gliwice, Rynek 3                             |       | kamienica |          |
| 0                       | kamienica      | Gliwice, Rynek 4                             |       | kamienica |          |
| 0                       | kamienica      | Gliwice, Rynek 5                             |       | kamienica |          |
| 0                       | kamienica      | Gliwice, Rynek 7                             |       | kamienica |          |
| 0                       | kamienica      | Gliwice, Rynek 8                             |       | kamienica |          |
| 0                       | kamienica      | Gliwice, Rynek 9                             |       | kamienica |          |
| 0                       | kamienica      | Gliwice, Rynek 10                            |       | kamienica |          |
| 0                       | kamienica      | Gliwice, Rynek 11                            |       | kamienica |          |
| 0                       | kamienica      | Gliwice, Rynek 12                            |       | kamienica |          |
| 0                       | kamienica      | Gliwice, Rynek 13                            |       | kamienica |          |
| 0                       | kamienica      | Gliwice, Rynek 14                            |       | kamienica |          |
| 0                       | kamienica      | Gliwice, Rynek 15                            |       | kamienica |          |
| 0                       | kamienica      | Gliwice, Rynek 16                            |       | kamienica |          |
| 0                       | kamienica      | Gliwice, Rynek 17                            |       | kamienica |          |
| 0                       | kamienica      | Gliwice, Rynek 18                            |       | kamienica |          |
| 0                       | kamienica      | Gliwice, Rynek 19                            |       | kamienica |          |
| 0                       | kamienica      | Gliwice, Rynek 20                            |       | kamienica |          |
| 0                       | kamienica      | Gliwice, Rynek 21                            |       | kamienica |          |
| 0                       | kamienica      | Gliwice, Rynek 22                            |       | kamienica |          |
| 0                       | kamienica      | Gliwice, Rynek 23                            |       | kamienica |          |
| 0                       | kamienica      | Gliwice, Rynek 24                            |       | kamienica |          |
| 0                       | kamienica      | Gliwice, Rynek 25                            |       | kamienica |          |
| 0                       | kamienica      | Gliwice, Rynek 26                            |       | kamienica |          |
| 0                       | kamienica      | Gliwice, ul. Szkolna 4                       |       | kamienica |          |
| 0                       | kamienica      | Gliwice, ul. Średnia 10                      |       | kamienica |          |
| 0                       | kamienica      | Gliwice, ul. Średnia 16-18                   |       | kamienica |          |
| 0                       | kamienica      | Gliwice, ul. Średnia 24                      |       | kamienica |          |

### Pozostałe obiekty ujęte w gminnej ewidencji zabytków
| Numer ID Numer rejestru | Nazwa lub opis                                      | Adres                                     | Linki | Zdjęcie                                             | Prześlij |
| ----------------------- | --------------------------------------------------- | ----------------------------------------- | ----- | --------------------------------------------------- | -------- |
| 0                       | Budynek Wydziału Elektrycznego                      | Gliwice, ul. Akademicka 10                |       | Budynek Wydziału Elektrycznego                      |          |
| 0                       | Budynki koszar                                      | Gliwice, ul. Andersa                      |       | Budynki koszar                                      |          |
| 0                       | Dom z zabudową gospodarczą.                         | Gliwice, ul. Architektów 118              |       | Dom z zabudową gospodarczą.                         |          |
| 0                       | Wieża ciśnień.                                      | Gliwice, ul. Architektów 207              |       | Wieża ciśnień.                                      |          |
| 0                       | Dom mieszkalny.                                     | Gliwice, ul. Architektow 116              |       | Dom mieszkalny.                                     |          |
| 0                       | Dom mieszkalny.                                     | Gliwice, ul. Architektow 140              |       | Dom mieszkalny.                                     |          |
| 0                       | Dom mieszkalny.                                     | Gliwice, ul. Błogosławionego Czesława 13a |       | Dom mieszkalny.                                     |          |
| 0                       | Kościół pw. św. Rodziny.                            | Gliwice, ul. Chorzowska 46                |       | Kościół pw. św. Rodziny.                            |          |
| 0                       | Dom mieszkalny.                                     | Gliwice, ul. Chorzowska 58                |       | Dom mieszkalny.                                     |          |
| 0                       | Dom mieszkalny.                                     | Gliwice, ul. Chorzowska 60                |       | Dom mieszkalny.                                     |          |
| 0                       | Pałac podmiejski.                                   | Gliwice, ul. Chorzowska 103               |       | Pałac podmiejski.                                   |          |
| 0                       | Dawna gospoda.                                      | Gliwice, ul. Daszyńskiego 153             |       | Dawna gospoda.                                      |          |
| 0                       | Dom mieszkalny.                                     | Gliwice, ul. Daszyńskiego 198             |       | Dom mieszkalny.                                     |          |
| 0                       | Dom mieszkalny.                                     | Gliwice, ul. Daszyńskiego 221             |       | Dom mieszkalny.                                     |          |
| 0                       | Dom mieszkalny.                                     | Gliwice, ul. Daszyńskiego 268             |       | Dom mieszkalny.                                     |          |
| 0                       | Dom mieszkalny.                                     | Gliwice, ul. Daszyńskiego 277c            |       | Dom mieszkalny.                                     |          |
| 0                       | Dom mieszkalny.                                     | Gliwice, ul. Daszyńskiego 277d            |       | Dom mieszkalny.                                     |          |
| 0                       | Cegielnia wraz z kominem.                           | Gliwice, ul. Daszyńskiego 277f            |       | Cegielnia wraz z kominem.                           |          |
| 0                       | Budynek byłej szkoły ogrodniczej.                   | Gliwice, ul. Daszyńskiego 550             |       | Budynek byłej szkoły ogrodniczej.                   |          |
| 0                       | Dom mieszkalny.                                     | Gliwice, ul. Dolnej Wsi 13                |       | Dom mieszkalny.                                     |          |
| 0                       | Dom mieszkalny.                                     | Gliwice, ul. Dolnej Wsi 33                |       | Dom mieszkalny.                                     |          |
| 0                       | Dom mieszkalny.                                     | Gliwice, ul. Dolnej Wsi 75                |       | Dom mieszkalny.                                     |          |
| 0                       | Dom mieszkalny.                                     | Gliwice, ul. Dolnej Wsi 91                |       | Dom mieszkalny.                                     |          |
| 0                       | Dom mieszkalny.                                     | Gliwice, ul. Dolnej Wsi 109               |       | Dom mieszkalny.                                     |          |
| 0                       | Dom mieszkalny.                                     | Gliwice, ul. Dolnej Wsi 115               |       | Dom mieszkalny.                                     |          |
| 0                       | Dom mieszkalny.                                     | Gliwice, ul. Dolnej Wsi 119               |       | Dom mieszkalny.                                     |          |
| 0                       | Dom mieszkalny.                                     | Gliwice, ul. Dolnej Wsi 129               |       | Dom mieszkalny.                                     |          |
| 0                       | Kamienica mieszkalna.                               | Gliwice, ul. Dubois 4-6                   |       | Kamienica mieszkalna.                               |          |
| 0                       | Kamienica mieszkalna.                               | Gliwice, ul. Dubois 8                     |       | Kamienica mieszkalna.                               |          |
| 0                       | Kamienica mieszkalna.                               | Gliwice, ul. Dubois 10                    |       | Kamienica mieszkalna.                               |          |
| 0                       | Dom mieszkalny.                                     | Gliwice, ul. Geodetów 1                   |       | Dom mieszkalny.                                     |          |
| 0                       | Plebania.                                           | Gliwice, ul. Głowackiego 1                |       | Plebania.                                           |          |
| 0                       | Kościół pw. Św. Antoniego.                          | Gliwice, ul. Głowackiego 3                |       | Kościół pw. Św. Antoniego.                          |          |
| 0                       | Dom mieszkalny.                                     | Gliwice, ul. Głowackiego 4                |       | Dom mieszkalny.                                     |          |
| 0                       | Dom mieszkalny.                                     | Gliwice, ul. Głowackiego 5                |       | Dom mieszkalny.                                     |          |
| 0                       | Dom mieszkalny.                                     | Gliwice, ul. Głowackiego 6                |       | Dom mieszkalny.                                     |          |
| 0                       | Dom mieszkalny.                                     | Gliwice, ul. Głowackiego 7-13             |       | Dom mieszkalny.                                     |          |
| 0                       | Dom mieszkalny.                                     | Gliwice, ul. Głowackiego 12-26            |       | Dom mieszkalny.                                     |          |
| 0                       | Dom mieszkalny.                                     | Gliwice, ul. Głowackiego 15-21            |       | Dom mieszkalny.                                     |          |
| 0                       | Dom mieszkalny.                                     | Gliwice, ul. Głowackiego 23-25            |       | Dom mieszkalny.                                     |          |
| 0                       | Dom mieszkalny.                                     | Gliwice, ul. Głowackiego 27-29            |       | Dom mieszkalny.                                     |          |
| 0                       | Dom mieszkalny.                                     | Gliwice, ul. Głowackiego 28-42            |       | Dom mieszkalny.                                     |          |
| 0                       | Dom mieszkalny.                                     | Gliwice, ul. Głowackiego 31-33            |       | Dom mieszkalny.                                     |          |
| 0                       | Dom mieszkalny.                                     | Gliwice, ul. Głowackiego 44-46            |       | Dom mieszkalny.                                     |          |
| 0                       | Dom mieszkalny.                                     | Gliwice, ul. Głowackiego 48-50            |       | Dom mieszkalny.                                     |          |
| 0                       | Dom mieszkalny.                                     | Gliwice, ul. Głowackiego 52-54            |       | Dom mieszkalny.                                     |          |
| 0                       | Dom mieszkalny.                                     | Gliwice, ul. Głowackiego 56-58            |       | Dom mieszkalny.                                     |          |
| 0                       | Dom mieszkalny.                                     | Gliwice, ul. Kniejowa 2                   |       | Dom mieszkalny.                                     |          |
| 0                       | Budynek Wydziału Inżynierii Środowiska i Energetyki | Gliwice, ul. Konarskiego 22               |       | Budynek Wydziału Inżynierii Środowiska i Energetyki |          |
| 0                       | Kościół pw. Zesłania Ducha Świętego.                | Gliwice, ul. Nauczycielska / Geodetów     |       | brak zdjęcia                                        |          |
| 0                       | Dom mieszkalny.                                     | Gliwice, Las Łabędzki 2                   |       | Dom mieszkalny.                                     |          |
| 0                       | Dom mieszkalny.                                     | Gliwice, Las Łabędzki 3                   |       | Dom mieszkalny.                                     |          |
| 0                       | Dom mieszkalny.                                     | Gliwice, Las Łabędzki 4                   |       | Dom mieszkalny.                                     |          |
| 0                       | Dom mieszkalny.                                     | Gliwice, Las Łabędzki 6                   |       | brak zdjęcia                                        |          |
| 0                       | Dom mieszkalny.                                     | Gliwice, Las Łabędzki 8                   |       | brak zdjęcia                                        |          |
| 0                       | Dom mieszkalny.                                     | Gliwice, Las Łabędzki 10                  |       | Dom mieszkalny.                                     |          |
| 0                       | Dom mieszkalny.                                     | Gliwice, Las Łabędzki 12                  |       | Dom mieszkalny.                                     |          |
| 0                       | Dom mieszkalny.                                     | Gliwice, Las Łabędzki 14                  |       | Dom mieszkalny.                                     |          |
| 0                       | Dom mieszkalny.                                     | Gliwice, Las Łabędzki 16                  |       | Dom mieszkalny.                                     |          |
| 0                       | Dom mieszkalny.                                     | Gliwice, Las Łabędzki 22                  |       | Dom mieszkalny.                                     |          |
| 0                       | Dom mieszkalny.                                     | Gliwice, Las Łabędzki 24                  |       | Dom mieszkalny.                                     |          |
| 0                       | Dom mieszkalny.                                     | Gliwice, Las Łabędzki 26                  |       | Dom mieszkalny.                                     |          |
| 0                       | Dom mieszkalny.                                     | Gliwice, Las Łabędzki 28                  |       | Dom mieszkalny.                                     |          |
| 0                       | Dom mieszkalny.                                     | Gliwice, Las Łabędzki 30                  |       | Dom mieszkalny.                                     |          |
| 0                       | Dom mieszkalny.                                     | Gliwice, Las Łabędzki 32                  |       | Dom mieszkalny.                                     |          |
| 0                       | Budynek mieszkalny.                                 | Gliwice, ul. Nad Torami 1                 |       | Budynek mieszkalny.                                 |          |
| 0                       | Dom mieszkalny.                                     | Gliwice, ul. Pod Borem 9                  |       | Dom mieszkalny.                                     |          |
| 0                       | Dom mieszkalny.                                     | Gliwice, ul. Pod Borem 11                 |       | Dom mieszkalny.                                     |          |
| 0                       | Dom wielorodzinny.                                  | Gliwice, ul. Poligonowa 6                 |       | Dom wielorodzinny.                                  |          |
| 0                       | Dom mieszkalny.                                     | Gliwice, ul. Słoneczna 1                  |       | brak zdjęcia                                        |          |
| 0                       | Dom mieszkalny.                                     | Gliwice, ul. Słoneczna 2                  |       | brak zdjęcia                                        |          |
| 0                       | Dom mieszkalny.                                     | Gliwice, ul. Słoneczna 3                  |       | brak zdjęcia                                        |          |
| 0                       | Dom mieszkalny.                                     | Gliwice, ul. Słoneczna 4-6                |       | brak zdjęcia                                        |          |
| 0                       | Dom mieszkalny.                                     | Gliwice, ul. Słoneczna 5-7                |       | brak zdjęcia                                        |          |
| 0                       | Dom mieszkalny.                                     | Gliwice, ul. Słoneczna 8-10               |       | brak zdjęcia                                        |          |
| 0                       | Dom mieszkalny.                                     | Gliwice, ul. Słoneczna 9-11               |       | brak zdjęcia                                        |          |
| 0                       | Dom mieszkalny.                                     | Gliwice, ul. Słoneczna 13                 |       | brak zdjęcia                                        |          |
| 0                       | Dom mieszkalny.                                     | Gliwice, ul. Słoneczna 12-14              |       | brak zdjęcia                                        |          |
| 0                       | Dom mieszkalny.                                     | Gliwice, ul. Słoneczna 15-17              |       | brak zdjęcia                                        |          |
| 0                       | Dom mieszkalny.                                     | Gliwice, ul. Słoneczna 19-21              |       | brak zdjęcia                                        |          |
| 0                       | Dom mieszkalny.                                     | Gliwice, ul. Słoneczna 23-25              |       | brak zdjęcia                                        |          |
| 0                       | Dom mieszkalny.                                     | Gliwice, ul. Słoneczna 24                 |       | brak zdjęcia                                        |          |
| 0                       | Dom mieszkalny.                                     | Gliwice, ul. Słoneczna 29                 |       | brak zdjęcia                                        |          |
| 0                       | Dom mieszkalny.                                     | Gliwice, ul. Słoneczna 28-30              |       | brak zdjęcia                                        |          |
| 0                       | Dom mieszkalny.                                     | Gliwice, ul. Słoneczna 31-33              |       | brak zdjęcia                                        |          |
| 0                       | Dom mieszkalny.                                     | Gliwice, ul. Słoneczna 32-34              |       | brak zdjęcia                                        |          |
| 0                       | Dom mieszkalny.                                     | Gliwice, ul. Słoneczna 35-37              |       | brak zdjęcia                                        |          |
| 0                       | Dom mieszkalny.                                     | Gliwice, ul. Słoneczna 36-38              |       | brak zdjęcia                                        |          |
| 0                       | Dom mieszkalny.                                     | Gliwice, ul. Słoneczna 39-41              |       | brak zdjęcia                                        |          |
| 0                       | Dom mieszkalny.                                     | Gliwice, ul. Słoneczna 40-42              |       | brak zdjęcia                                        |          |
| 0                       | Dom mieszkalny.                                     | Gliwice, ul. Słoneczna 43-45              |       | brak zdjęcia                                        |          |
| 0                       | Dom mieszkalny.                                     | Gliwice, ul. Słoneczna 44-46              |       | brak zdjęcia                                        |          |
| 0                       | Dom mieszkalny.                                     | Gliwice, ul. Słoneczna 48-50              |       | brak zdjęcia                                        |          |
| 0                       | Dom mieszkalny.                                     | Gliwice, ul. Słoneczna 52-54              |       | brak zdjęcia                                        |          |
| 0                       | Dom mieszkalny.                                     | Gliwice, ul. Słoneczna 56-58              |       | brak zdjęcia                                        |          |
| 0                       | Dom mieszkalny.                                     | Gliwice, ul. Słoneczna 60-62              |       | brak zdjęcia                                        |          |
| 0                       | Dom mieszkalny.                                     | Gliwice, ul. Słoneczna 64-66              |       | brak zdjęcia                                        |          |
| 0                       | Dom mieszkalny.                                     | Gliwice, ul. Świerkowa 5                  |       | brak zdjęcia                                        |          |
| 0                       | Dom mieszkalny.                                     | Gliwice, ul. Tokarska 42                  |       | Dom mieszkalny.                                     |          |
| 0                       | Zabudowania przemysłowe, dawna huta szkła Scharffa. | Gliwice, ul. Toszecka 2                   |       | brak zdjęcia                                        |          |
| 0                       | Dom mieszkalny.                                     | Gliwice, ul. Towarowa 15                  |       | Dom mieszkalny.                                     |          |
| 0                       | Dom mieszkalny.                                     | Gliwice, ul. Towarowa 17                  |       | Dom mieszkalny.                                     |          |
| 0                       | Dom mieszkalny.                                     | Gliwice, ul. Wójtowska 27                 |       | Dom mieszkalny.                                     |          |
| 0                       | Dom mieszkalny.                                     | Gliwice, ul. Wójtowska 32                 |       | Dom mieszkalny.                                     |          |
| 0                       | Dom mieszkalny.                                     | Gliwice, ul. Wójtowska 47                 |       | Dom mieszkalny.                                     |          |
| 0                       | Dom mieszkalny.                                     | Gliwice, ul. Wójtowska 49                 |       | Dom mieszkalny.                                     |          |
| 0                       | Dom mieszkalny.                                     | Gliwice, ul. Zachodnia 1-3                |       | brak zdjęcia                                        |          |
| 0                       | Dom mieszkalny.                                     | Gliwice, ul. Zachodnia 2                  |       | brak zdjęcia                                        |          |
| 0                       | Dom mieszkalny.                                     | Gliwice, ul. Zachodnia 4-6                |       | brak zdjęcia                                        |          |
| 0                       | Dom mieszkalny.                                     | Gliwice, ul. Zachodnia 5-7                |       | Dom mieszkalny.                                     |          |
| 0                       | Dom mieszkalny.                                     | Gliwice, ul. Zachodnia 8-10               |       | brak zdjęcia                                        |          |
| 0                       | Dom mieszkalny.                                     | Gliwice, ul. Zachodnia 9-11               |       | brak zdjęcia                                        |          |
| 0                       | Dom mieszkalny.                                     | Gliwice, ul. Zachodnia 12-14              |       | brak zdjęcia                                        |          |
| 0                       | Dom mieszkalny.                                     | Gliwice, ul. Zachodnia 13-15              |       | brak zdjęcia                                        |          |
| 0                       | Dom mieszkalny.                                     | Gliwice, ul. Zachodnia 16-18              |       | brak zdjęcia                                        |          |
| 0                       | Dom mieszkalny.                                     | Gliwice, ul. Zachodnia 17-19              |       | brak zdjęcia                                        |          |
| 0                       | Dom mieszkalny.                                     | Gliwice, ul. Zachodnia 20-22              |       | brak zdjęcia                                        |          |
| 0                       | Dom mieszkalny.                                     | Gliwice, ul. Zachodnia 21-23              |       | brak zdjęcia                                        |          |
| 0                       | Dom mieszkalny.                                     | Gliwice, ul. Zachodnia 24-26              |       | brak zdjęcia                                        |          |
| 0                       | Dom mieszkalny.                                     | Gliwice, ul. Zachodnia 25-27              |       | brak zdjęcia                                        |          |
| 0                       | Dom mieszkalny.                                     | Gliwice, ul. Zachodnia 28-30              |       | brak zdjęcia                                        |          |
| 0                       | Dom mieszkalny.                                     | Gliwice, ul. Zachodnia 29-31              |       | brak zdjęcia                                        |          |
| 0                       | Dom mieszkalny.                                     | Gliwice, ul. Zachodnia 32-34              |       | brak zdjęcia                                        |          |
| 0                       | Dom mieszkalny.                                     | Gliwice, ul. Zachodnia 33-35              |       | brak zdjęcia                                        |          |
| 0                       | Dom mieszkalny.                                     | Gliwice, ul. Zachodnia 36-38              |       | brak zdjęcia                                        |          |
| 0                       | Dom mieszkalny.                                     | Gliwice, ul. Zachodnia 37-39              |       | brak zdjęcia                                        |          |
| 0                       | Dom mieszkalny.                                     | Gliwice, ul. Zachodnia 41-43              |       | brak zdjęcia                                        |          |
| 0                       | Dom mieszkalny.                                     | Gliwice, ul. Zachodnia 45-47              |       | brak zdjęcia                                        |          |
| 0                       | Budynek Urzędu Miejskiego.                          | Gliwice, ul. Zwycięstwa 21                |       | Budynek Urzędu Miejskiego.                          |          |

### Kaplice przydrożne
Szczególną opieką konserwatorską objęto dwadzieścia przydrożnych kaplic.
| Numer ID Numer rejestru | Nazwa lub opis | Adres                                          | Linki | Zdjęcie      | Prześlij |
| ----------------------- | -------------- | ---------------------------------------------- | ----- | ------------ | -------- |
| 0                       | Kaplica        | Gliwice, ul. Architektów 5                     |       | Kaplica      |          |
| 0                       | Kaplica        | Gliwice, ul. Architektów 290                   |       | Kaplica      |          |
| 0                       | Kaplica        | Gliwice, ul. Daszyńskiego 698                  |       | Kaplica      |          |
| 0                       | Kaplica        | Gliwice, ul. Dożynkowa                         |       | Kaplica      |          |
| 0                       | Kaplica        | Gliwice, ul. Elsnera, róg ul. Kurpiowskiej     |       | Kaplica      |          |
| 0                       | Kaplica        | Gliwice, ul. Folwarczna                        |       | brak zdjęcia |          |
| 0                       | Kaplica        | Gliwice, ul. Głogowska 9                       |       | Kaplica      |          |
| 0                       | Kaplica        | Gliwice, ul. Ligocka 65                        |       | Kaplica      |          |
| 0                       | Kaplica        | Gliwice, ul. Poznańska 55                      |       | Kaplica      |          |
| 0                       | Kaplica        | Gliwice, ul. Przyszowska 45                    |       | Kaplica      |          |
| 0                       | Kaplica        | Gliwice, ul. Rolników 44                       |       | Kaplica      |          |
| 0                       | Kaplica        | Gliwice, ul. Rolników 179                      |       | Kaplica      |          |
| 0                       | Kaplica        | Gliwice, ul. Rzeczycka, róg ul. Pszennej       |       | Kaplica      |          |
| 0                       | Kaplica        | Gliwice, ul. Tarnogórska 99                    |       | Kaplica      |          |
| 0                       | Kaplica        | Gliwice, ul. Tarnogórska, róg ul. Olszewskiego |       | Kaplica      |          |
| 0                       | Kaplica        | Gliwice, ul. Toszecka, róg ul. Nad Łąkami.     |       | Kaplica      |          |
| 0                       | Kaplica        | Gliwice, ul. Wałbrzyska, w ogrodzie nad stawem |       | brak zdjęcia |          |
| 0                       | Kaplica        | Gliwice, ul. Zamkowa 2                         |       | Kaplica      |          |
| 0                       | Kaplica        | Gliwice, ul. Zawadzkiego 2                     |       | Kaplica      |          |
| 0                       | Kaplica        | Gliwice, ul. Żytnia 29                         |       | brak zdjęcia |          |

### Obiekty archeologiczne
Do rejestru zabytków wpisane zostały także dwa obiekty archeologiczne.
| Numer ID Numer rejestru             | Nazwa lub opis            | Adres                         | Linki | Zdjęcie      | Prześlij |
| ----------------------------------- | ------------------------- | ----------------------------- | ----- | ------------ | -------- |
| brak id! C/1089/69 z dn. 17.10.1969 | Grodzisko średniowieczne. | Gliwice, Łabędy               |       | brak zdjęcia |          |
| brak id! C/1645/97 z dn. 11.07.1997 | Osada kultury łużyckiej.  | Gliwice, ul. Starogliwicka 99 |       | brak zdjęcia |          |